# Comunicación interactiva
La comunicación interactiva es un tipo de comunicación en el cual se produce una interrelación directa entre el emisor y receptor, en la cual el receptor tiene la capacidad de regular el flujo de información a su gusto. Esta capacidad para la toma de decisiones depende de la 
estructura de la información proporcionada por el canal a través del cual se transmite el mensaje. Este modelo de comunicación se desarrolla básicamente en la Red. La interactividad entre emisor y receptor se consigue a través de herramientas como foros, chats, correos electrónicos, juegos en línea, o plataformas de redes sociales, entre otros.
Muchas formas de comunicación que antes se consideraban de una sola vía, como los libros y la televisión, se han vuelto interactivas con el auge de las computadoras, Internet, y los dispositivos digitales y móviles. Estas tecnologías colaborativas en desarrollo, o nuevos medios, han aumentado rápidamente las oportunidades de comunicación interactiva a través de medios, disciplinas, culturas, clases sociales, ubicaciones, etc.

## Interactividad
La tecnología en el mundo globalizado permite mantener a todos comunicados e intercambiar conocimientos y mensajes, para una mejor comunicación, obteniendo así resultados más beneficiosos, en cuanto a de alguna manera potenciar a los involucrados, en forma inmediata o a futuro. La interactividad, vista desde el punto de vista de la comunicación, supone la retroalimentación que se produce en el proceso comunicativo, en el que el emisor y el receptor intercambian información y se producen respuestas entre ambos (o todos) los participantes de la comunicación.
La comunicación interactiva es un término moderno que abarca formas de conversación que también se pueden encontrar durante el largo proceso de la evolución humana. Y por cierto, es una característica primaria de la presente Era Digital. Naturalmente, nuevos experimentos en diseño de interacción evolucionan a diario.
Las formas de comunicación interactiva incluyen el diálogo básico y la comunicación no verbal, los libros de juegos, la ficción interactiva, la narración de cuentos, el hipertexto, la televisión, las películas interactivas, la manipulación de fotos y de videos, los videojuegos, las redes sociales, los contenidos generados por los usuarios, la realidad aumentada, la inteligencia ambiental, y la realidad virtual.

## Desarrollo
En las últimas décadas se ha producido una revolución en el ámbito de la comunicación, cuya raíz se encuentra en la transformación del modelo de desarrollo de la sociedad, que ha pasado de ser industrial a configurarse como "sociedad de la información". La revolución tecnológica ha contribuido poderosamente a la eclosión de un nuevo modelo de comunicación, desarrollado básicamente en Internet, con unas características diferentes a las de los medios de comunicación de masas tradicionales. Una de estas características es el importante desarrollo de la variedad de formas de interacción entre emisor y receptor.
La migración digital supone un despliegue acelerado de las tecnologías del conocimiento, entre las cuales se destacan las tecnologías de la imagen, esenciales para la información de la percepción y la comprensión de la realidad.

## Modalidades
Interactividad con el emisor
Los medios digitales ofrecen al público una serie de instrumentos interactivos creados para comunicarse con los receptores. Lo que favorece a la comunicación en red, es que las herramientas interactivas emisor-receptor resultan mucho más eficaces y sencillas de utilizar que en los medios de comunicación convencionales (ejemplos, cartas al director o llamadas de los espectadores). En los medios digitales existen herramientas como los foros de debate, los libros de visitas, los chats... en los cuales el público puede dialogar con los profesionales del medio o con los personajes invitados. Además, la interactividad a nivel privado también adquiere un mayor desarrollo en los medios digitales (correo electrónico). Tanto en el espacio público como en el privado, la interactividad adquirirá un mayor desarrollo con los medios más pequeños, donde la relación emisor-receptor es normalmente más significativa y cercana.
Interactividad con la información
La comunicación interactiva, lo es no sólo en la relación emisor-receptor sino también con la propia información. Y esto se define por tres características fundamentales. La primera es la navegación a través de un enorme abanico de opciones proporcionadas por el emisor, pero que permite al receptor amplia discrecionalidad para seleccionar qué consultar y en qué orden. La segunda es que el receptor tiene la posibilidad de establecer unas preferencias claras que le permiten recibir aquello que previamente haya seleccionado. La tercera característica es que el usuario se convierte en emisor, dadas las extraordinarias facilidades que permite la red para la publicación de contenidos. La interactividad con la información no sólo se da en la comunicación en red, aunque bien es cierto que es aquí donde ha alcanzado su máximo desarrollo. Ejemplos de comunicación interactiva orientada a la información serían las "informaciones a la carta" ofrecidas por las plataformas digitales de televisión, o la proliferación de programas de gestión de contenidos que han posibilitado el nacimiento de los weblogs.
Interactividad con otros usuarios
Donde la interactividad alcanza su máximo desarrollo y se diferencia de la comunicación de masas tradicional, es en la creación y desarrollo de diversas herramientas. Estas permiten establecer el diálogo entre los usuarios de Internet, y contribuyen a potenciar y perfilar el ámbito de la comunicación interpersonal. Ejemplos de ello serían los chats públicos y privados, los foros de debate, los juegos en red, las encuestas, los programas de transferencia de archivos entre usuarios (P2P), etc.
Los inmigrantes digitales y nativos digitales deberíamos interactuar logrando un aprendizaje mutuo y compartido. La tecnología en el mundo globalizado nos tiene a todos comunicados y debemos intercambiar conocimientos para una mejor comunicación, y así poder bajar contenidos más específicos. Como docentes, el mayor desafío será despertar el interés, la curiosidad y las ansias de conocimiento en el alumnado, presentando temas y consignas en las que necesariamente el destinatario deba hacer una elaboración personal de la información recibida, y de las sugerencias o recomendaciones transmitidas.